# 稠墅牌坊群
稠墅牌坊群位于中国安徽省黄山市歙县郑村镇稠墅村。稠墅汪姓世代经商，在稠墅村口建有四座牌坊。
1. 父子大夫坊：明崇祯元年（1628年）建；
2. 吴氏节孝坊：清乾隆十五年（1750）建；
3. 褒荣三世坊：清乾隆二十七年建；
4. 方氏节孝坊：清乾隆三十九年建；

2019年10月，稠墅牌坊群公布为全国重点文物保护单位。